# Tim Storm
Pour les articles homonymes, voir Storm.
Tim Scoggins (né le 18 février 1965 à Pine Bluff, Arkansas), plus connu sous le nom de Tim Storm est un catcheur (lutteur professionnel) américain. Il est principalement connu pour son travail à la National Wrestling Alliance (NWA) où il a détenu champion du monde poids-lourds de la NWA.

## Jeunesse
Scoggins grandit à Pine Bluff et est fan de  Dusty Rhodes, Ric Flair, Terry Funk et Harley Race. Il étudie à l'université baptiste de Ouachita (en) après le lycée et joue au poste de defensive end au sein de l'équipe de football américain. Après l'obtention de son diplôme, il devient professeur d'histoire et continue à exercer son métier.

## Carrière de catcheur

### Début de carrière (2000-2015)
Scoggins commence sa carrière de catcheur en 2000. Il lutte principalement à la Professional Championship Wrestling (PCW), une petite fédération de catch du Texas, jusqu'à la fermeture de cette fédération en 2009. Durant cette période, il apparaît une fois à la World Wrestling Entertainment durant l'enregistrement de ECW on Sci-fi du 17 juillet 2007 où il perd rapidement un combat face à Big Daddy V.
Il commence à faire parler de lui au-delà du Sud des États-Unis en remportant le tournoi Germanfest Wringenmiesterschaft le 1er mai 2011 en éliminant Jeremy Young au premier tour puis Jason Jones avant de battre Kahagas (en) en finale,.
Le 17 octobre 2014, il devient championnat poids lourd d'Amérique du Nord de la NWA (en) après sa victoire face à Byron Wilcott. 
Son règne prend fin le 12 avril 2015 après sa défaite face à Jax Dane, ce dernier mettant en jeu le championnat National poids lourd de la NWA. Le 28 mai, Dane rend ses titres vacant à la suite d'une blessure. Un tournoi a lieu le 17 juillet pour désigner le champion poids lourd d'Amérique du Nord et voit la victoire de Storm face à Andy Anderson en finale. Le 4 décembre durant un spectacle de la NWA Mid-South, il perd son combat de championnat face à Moose par disqualification après lui a porté un coup dans l'entrejambe.

### National Wrestling Alliance (2016-...)

#### NWA World Heavyweight Champion (2016-2017)
Le 21 octobre 2016, il bat Jax Dane et remporte le NWA World Heavyweight Championship et devient à 51 ans, 5 mois et 20 jours, le détenteur le plus âgé à gagner le titre. 
Le 23 février 2017, il défend avec succès son titre au Japon face à l'ancien sumotori Ryota Hama. Le 12 novembre, il conserve le titre contre Nick Aldis. Lors de CZW Cage Of Death 19, il perd le titre contre Nick Aldis.

## Palmarès
- Christian Wrestling Federation
  - 1 fois champion poids lourd de la CWF
  - Champions Cup 2012 avec Michael Tarver[15]

- Elite Championship Wrestling (NWA Elite)
  - 1 fois champion par équipes de la NWA Elite avec Matt Riviera

- Inspire Pro Wrestling
  - 1 fois champion Twin Dragon Connection avec Davey Vega (actuel)

- Professional Championship Wrestling (PCW)
  - 1 fois champion poids lourd de la PCW
  - 5 fois champion par équipes de la PCW avec Apocalypse (3), The Faithful et Mace Malone (1), The Faithful et James Johnson (1)

- New Millenium Wrestling (NMW)
  - 1 fois  champion par équipes de la NMW avec Apocalypse

- National Wrestling Alliance Oklahoma (NWA Oklahoma)
  - 1 fois champion poids lourd de la NWA Oklahoma

- North American Wrestling Allegiance (NAWA)
  - 2 fois  champion par équipes de la NAWA avec Cowboy Adam

- Texoma Pride Wrestling (NWA Texoma)
  - 2 fois champion poids lourd de la NWA Texoma

- Traditional Championship Wrestling (TCW)
  - 4 fois champion poids lourd de la TCW
  - 1 fois champion par équipes de la TCW avec Matt Riviera

- National Wrestling Alliance Texoma (NWA Texoma)
  - 1 fois champion par équipes de la NWA Texoma avec Apocalypse

- National Wrestling Alliance (NWA)
  - 1 fois Champion Du Monde Poids-Lourds de la NWA[16]
  - 2 fois champion poids-lourds d'Amérique du Nord de la NWA[8]

- VIP Wrestling (VIP)
  - 1 fois champion par équipes de la VIP Tag Team Championship avec Apoc

- Xtreme Championship Wrestling (XCW)
  - 1 fois champion par équipes de la XCW avec Apocalypse

## Récompenses des magazines
- Pro Wrestling Illustrated

| Année | 2009 | 2010       | 2011 | 2012 | 2013 | 2014 | 2015 | 2016 | 2017 | 2018 |
| ----- | ---- | ---------- | ---- | ---- | ---- | ---- | ---- | ---- | ---- | ---- |
| Rang  | 449  | Non classé | 202  | 340  | 335  | 316  | 200  | 244  | 159  | 203  |